# Michele Dancelli
Michele Dancelli, nacido el 8 de mayo de 1942 en Castenedolo, es un ciclista italiano ya retirado, que fue profesional de 1963 a 1976.

## Palmarés
| 1964 - G. P. Industria y Comercio de Prato - Giro de los Abruzzos - 1 etapa del Giro de Italia 1965 - Campeonato de Italia en Ruta - Giro del Veneto - Tour de Campanie - Giro de los Apeninos - G. P. Industria y Comercio de Prato - Gran Premio de Cannes - 2 etapas del Giro de Italia - 1 etapa del Tour de Romandía - GP Montelupo - Coppa Placci - Giro de Emilia 1966 - Campeonato de Italia en Ruta - Flecha Valona - 1 etapa del Giro de Italia - Giro de los Apeninos - Giro del Veneto - Giro de Lazio - Giro de Reggio Calabria 1967 - Coppa Sabatini - Giro de los Apeninos - Giro de Reggio Calabria - G. P. Industria y Comercio de Prato - 2 etapas del Giro de Italia - Giro de Emilia - 2.º en el Campeonato de Italia en Ruta | 1968 - Trofeo Laigueglia - Giro de Reggio Calabria - 1 etapa del Tour de Romandía - París-Luxemburgo, más 1 etapa - 3º en el Campeonato de Italia en Ruta - 3º en el Campeonato del Mundo en Ruta 1969 - 1 etapa del Tour de Romandía - 1 etapa del Tour de Francia - 1 etapa del Giro de Italia - 3º en el Campeonato del Mundo en Ruta 1970 - Milán San Remo - Giro de Lazio - Trofeo Laigueglia - 4 etapas del Giro de Italia - 1 etapa del Tour de Luxemburgo 1971 - Gran Premio de Saint-Raphaël - 1 etapa del Giro de Cerdeña 1972 - 2 etapas de la Vuelta a Suiza - 3º en el Campeonato de Italia en Ruta |

## Resultados

### Grandes vueltas
| Carrera         | 1963 | 1964 | 1965 | 1966 | 1967 | 1968 | 1969 | 1970 | 1971 | 1972 | 1973 | 1974 | 1975 | 1976 |
| --------------- | ---- | ---- | ---- | ---- | ---- | ---- | ---- | ---- | ---- | ---- | ---- | ---- | ---- | ---- |
| Giro de Italia  | -    | 21º  | 12º  | 20º  | Ab.  | 6º   | 6º   | 4º   | Ab.  | 35º  | Ab.  | -    | -    | -    |
| Tour de Francia | -    | -    | -    | -    | -    | -    | 20º  | -    | -    | -    | -    | -    | -    | -    |
| Vuelta a España | -    | -    | -    | -    | Ab.  | -    | -    | -    | -    | -    | -    | -    | -    | -    |

### Clásicas, Campeonatos y JJ. OO.
| Carrera         | Carrera             | 1963 | 1964 | 1965 | 1966 | 1967 | 1968 | 1969 | 1970 | 1971 | 1972 | 1973 | 1974 | 1975 |
| --------------- | ------------------- | ---- | ---- | ---- | ---- | ---- | ---- | ---- | ---- | ---- | ---- | ---- | ---- | ---- |
|                 | Milan San Remo      | —    | 13.º | 11.º | 4.º  | 20.º | 44.º | 22.º | 1.º  | —    | 6.º  | 36.º | 26.º | —    |
| Gante-Wevelgem  | Gante-Wevelgem      | —    | —    | —    | —    | —    | —    | 17.º | —    | —    | —    | —    | —    | —    |
|                 | Tour de Flandes     | —    | —    | —    | 11.º | —    | —    | 6.º  | 25.º | —    | 22.º | —    | —    | —    |
|                 | París-Roubaix       | —    | —    | 32.º | 24.º | —    | —    | 12.º | 14.º | —    | —    | —    | —    | —    |
| Flecha Valona   | Flecha Valona       | —    | —    | —    | 1.º  | —    | —    | —    | —    | —    | —    | —    | —    | —    |
|                 | Lieja-Bastoña-Lieja | —    | —    | —    | 6.º  | —    | —    | —    | —    | —    | —    | —    | —    | —    |
|                 | Giro de Lombardía   | 3.º  | 6.º  | 7.º  | 5.º  | —    | 8.º  | 13.º | 9.º  | —    | 10.º | —    | —    | —    |
| Mundial en Ruta | Mundial en Ruta     | —    | —    | 27.º | 14.º | 8.º  | 3.º  | 3.º  | 18.º | 7.º  | 6.º  | —    | —    | —    |
| Italia en Ruta  | Italia en Ruta      | —    | —    | 1.º  | 1.º  | 2.º  | 3.º  | —    | —    | —    | 3.º  | —    | —    | —    |